# Estación de Les Baconnets
La estación de Les Baconnets es una estación ferroviaria francesa del municipio de Antony, en el departamento de Hauts-de-Seine, en región Isla de Francia.
Fue inaugurada en 1969 por la RATP, y por ella pasan los trenes del RER B.

## Historia

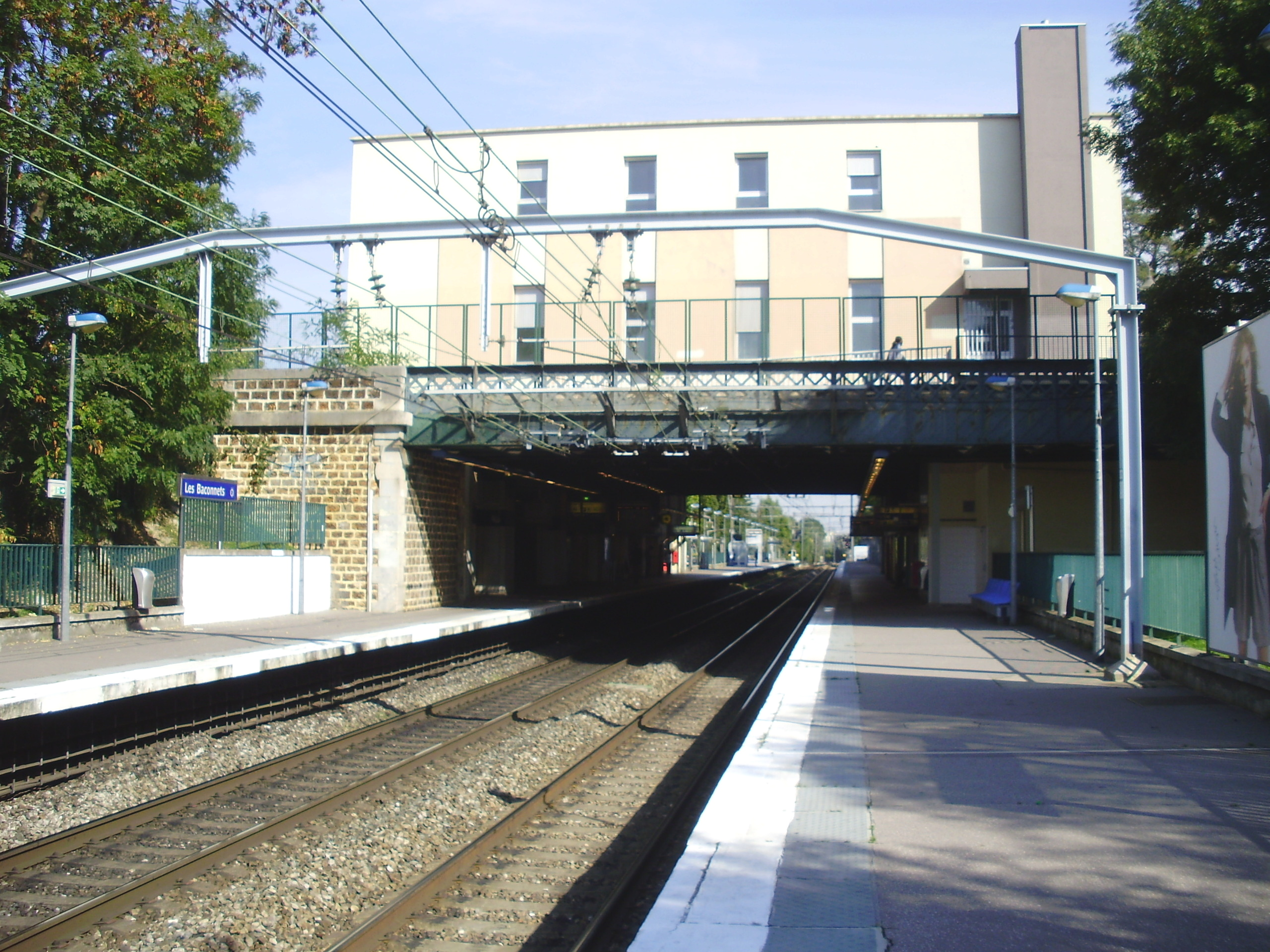
Vista de los andenes mirando hacia Aeropuerto CDG 2/Mitry - Claye.

La estación fue abierta en septiembre de 1969 por la RATP para dar servicio a un nuevo conjunto de edificios de los municipios de Massy (Essonne) y Antony (Hauts-de-Seine).
En 2011, 1 592 744 viajeros usaron la estación.

## Intermodalidad
La estación es desservie por las líneas 119 y 197 de la RATP así como por la línea 3 de Le Paladin.

## Galería de fotografías

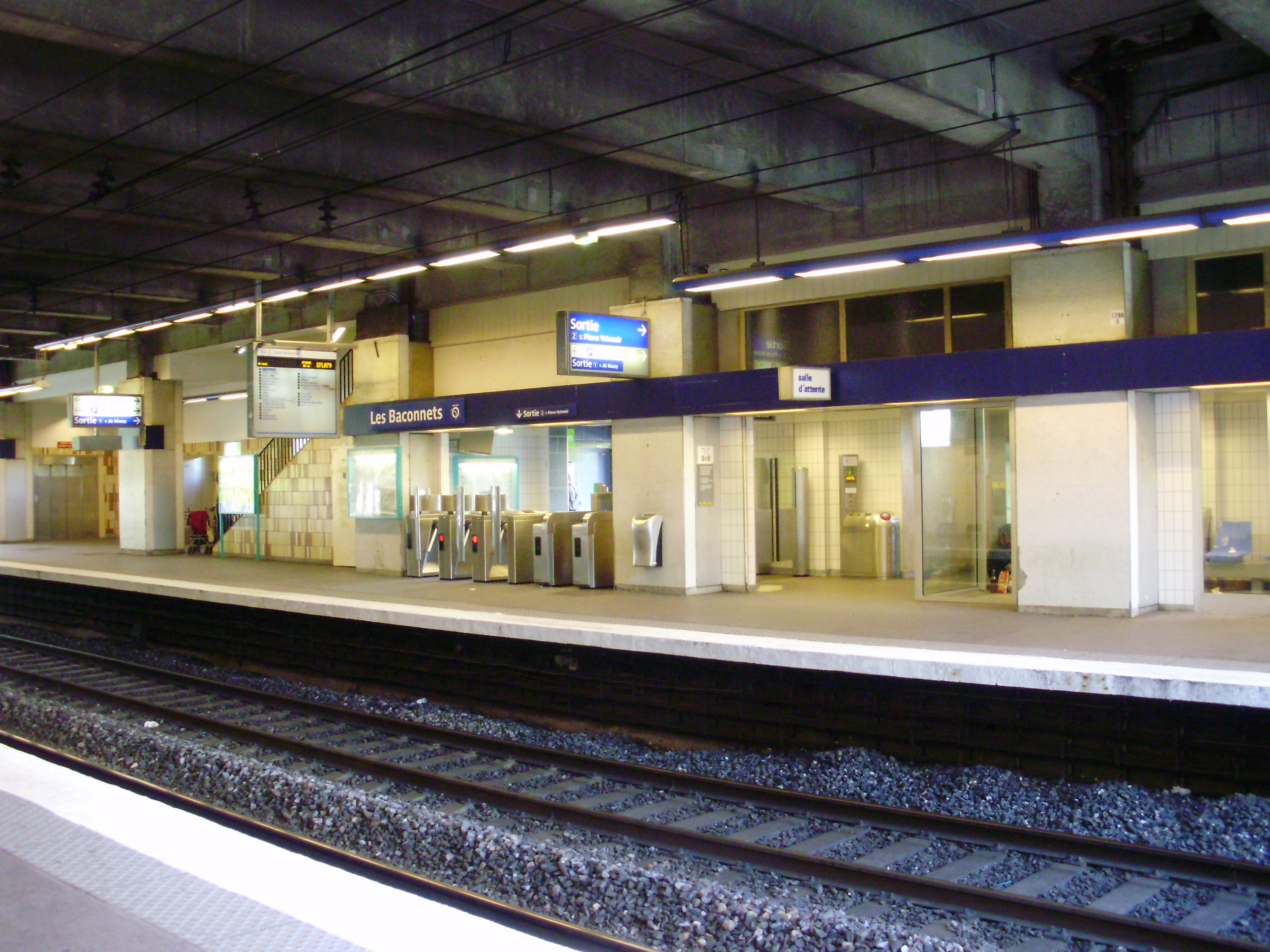
Accesos al andén para Aeropuerto CDG 2/Mitry - Claye.
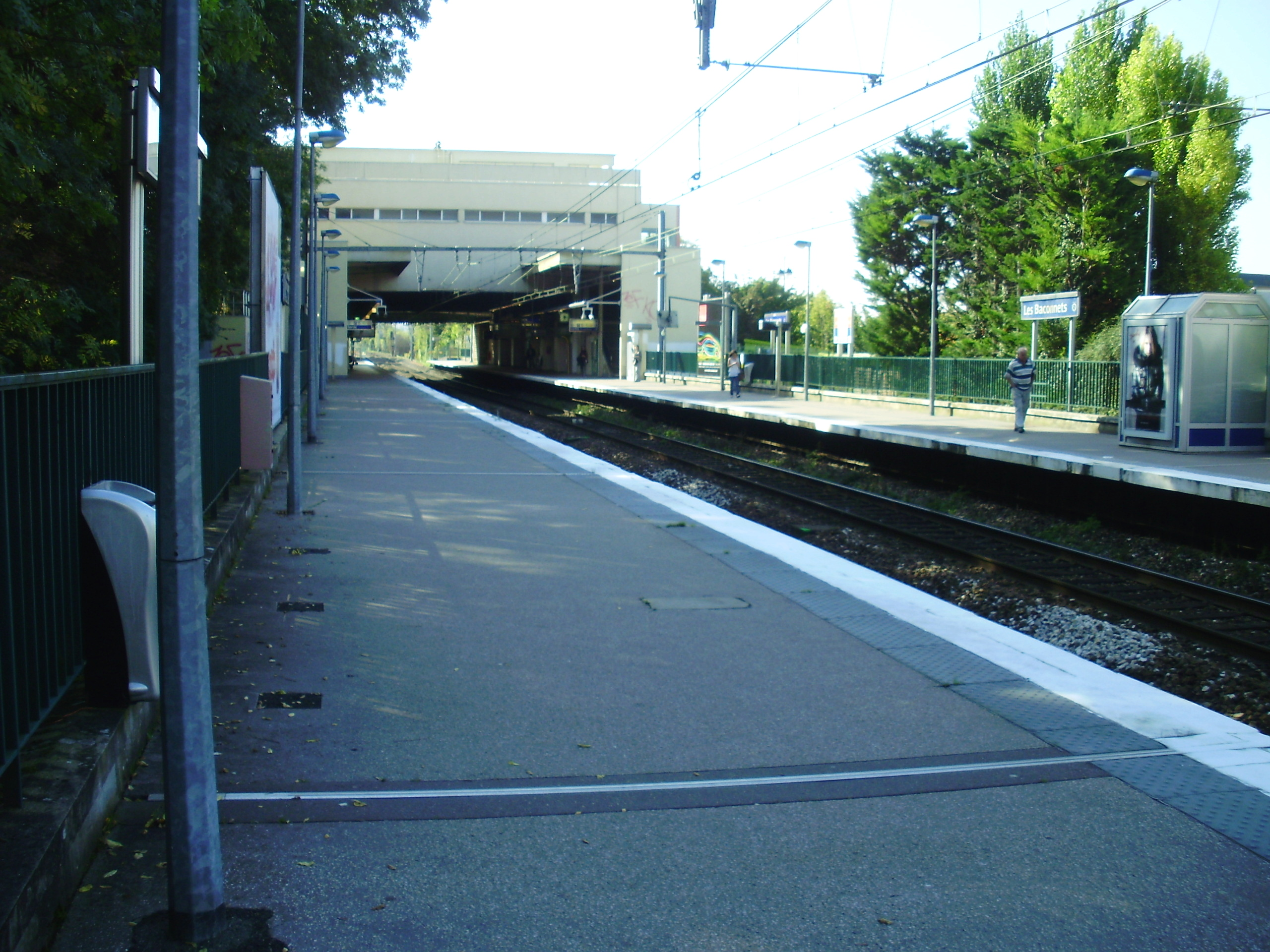
Vista de los andenes mirando hacia Saint-Rémy-lès-Chevreuse desde la parte posterior del andén.

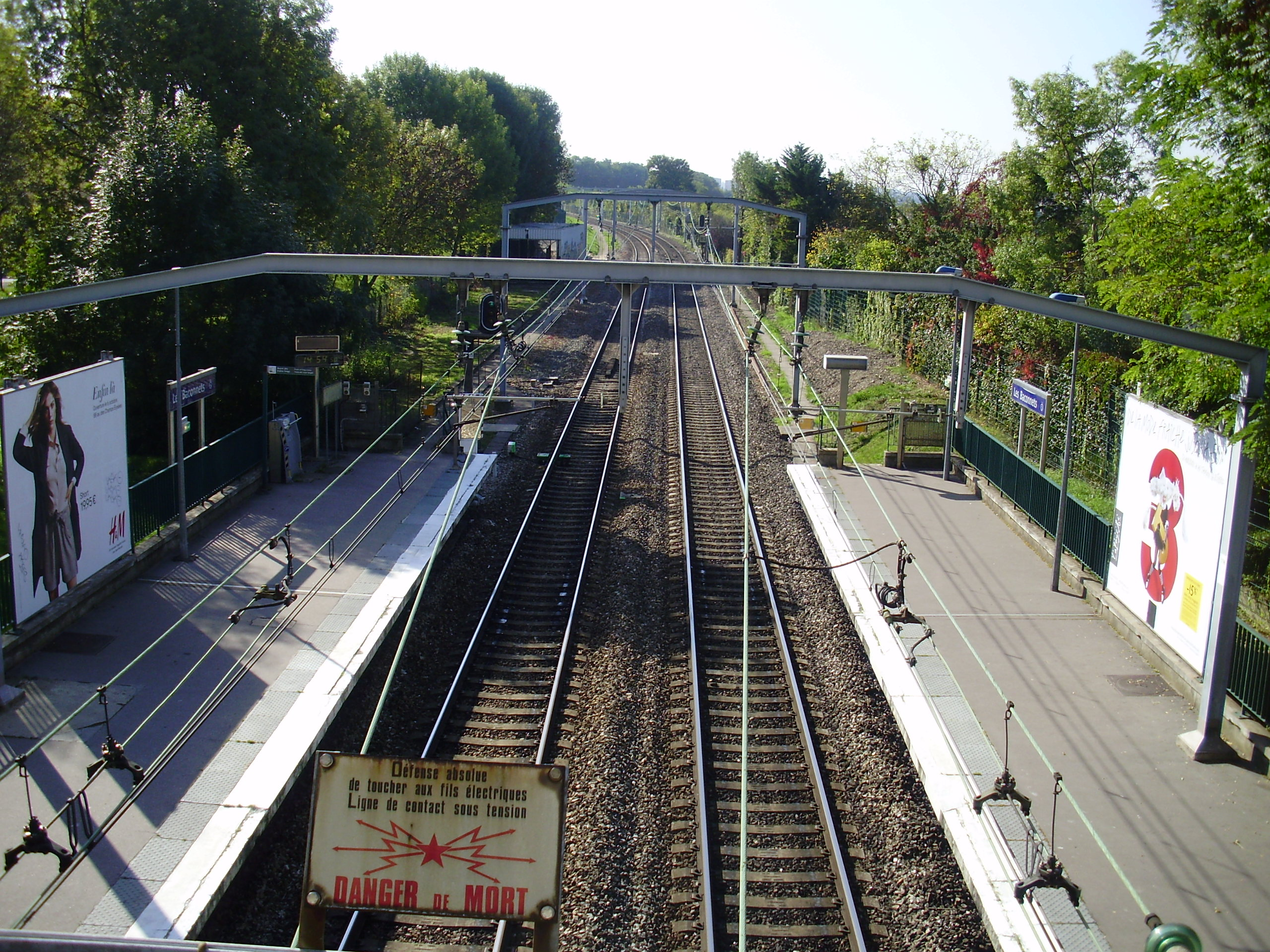
Vista en dirección de Saint-Rémy-lès-Chevreuse desde el puente de la Rue de Garennes al sur-oeste del edificio de la estación.
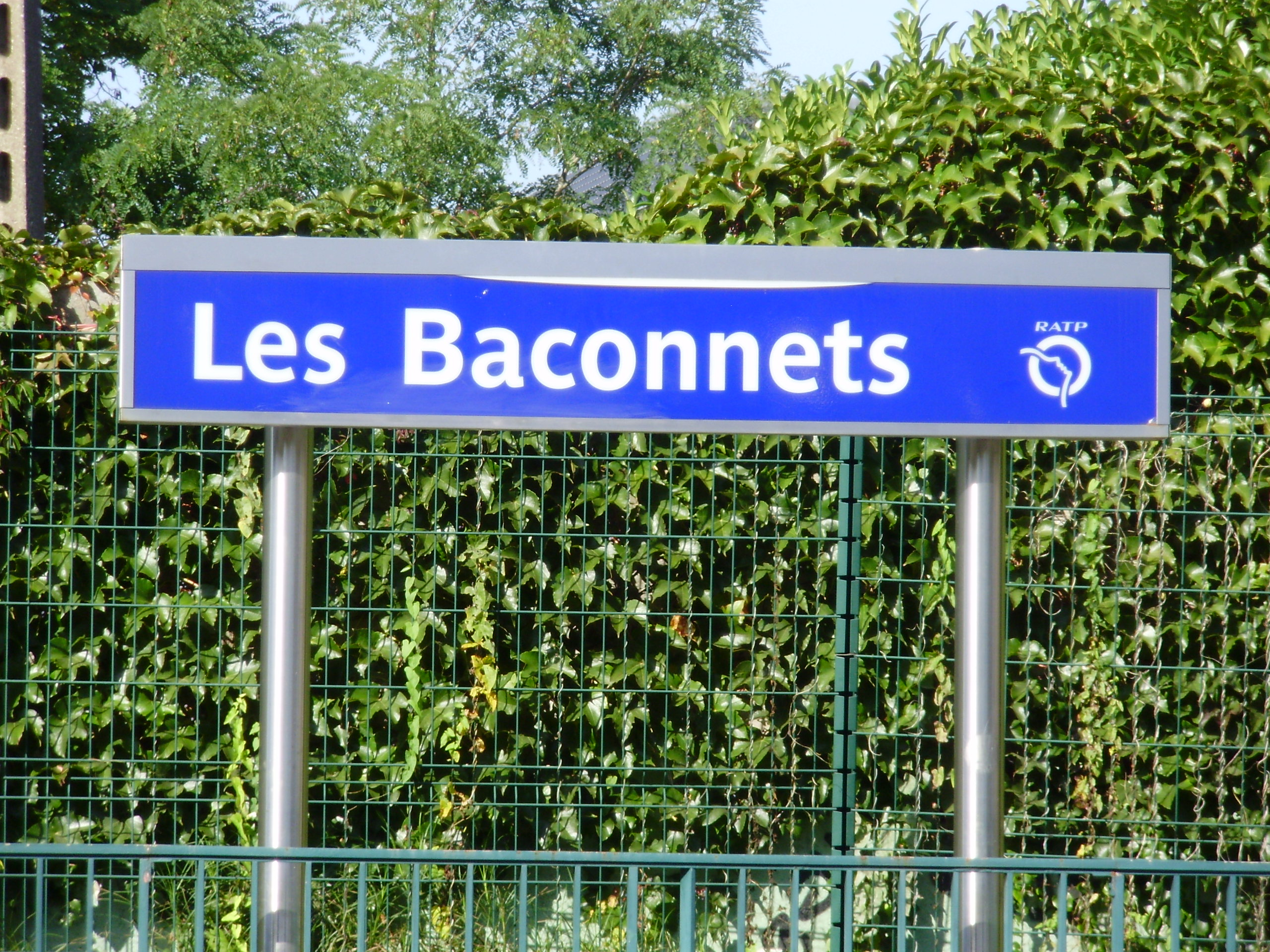
Cartel de la estación de Les Baconnets.